# Tachia Quintanar
Concepción Quintana Echevarría, conocida como Tachia Quintanar (Éibar, 1929) es una actriz y poeta española.

## Biografía
Nació en Éibar en 1929, hija de Concha Echevarría y de Matías Quintana, oficial de notaría. Pasó su infancia en Bilbao y estudió Arte Dramático en Madrid. En 1950 conoció en Bilbao al poeta Blas de Otero, con quien mantuvo una relación sentimental a lo largo de diez años, y posteriormente una sólida amistad hasta la muerte del poeta en 1979. Precisamente fue Blas de Otero quien le puso el apodo de Tachia, creado a partir de la inversión de las dos últimas sílabas de «Conchita». Además, aparece citada en sus versos, como en el poema «Y el verso se hizo nombre» (Ancia, 1958).
En 1953 se mudó a París ya que debido a la dictadura no podía hacer obras de teatro de su agrado. Allí realizó estudios con René Simon y Tania Balachova. En 1956 conoció en la capital francesa a Gabriel García Márquez, con quien mantuvo una intensa relación sentimental que duró un año. En la época en la que vivieron juntos sufrieron grandes estrecheces económicas, que García Márquez retrató en El coronel no tiene quien le escriba, obra que escribió en esa época. Años más tarde, el escritor le dedicaría la versión francesa de El amor en los tiempos del cólera. En esta novela, García Márquez hace un guiño a Tachia, ya que la protagonista es, como ella, sorda del oído izquierdo.
Durante muchos años, su casa y sus recitales poéticos fueron un punto de encuentro en París para los emigrantes y exilados durante el franquismo. En los años sesenta conoció al cantautor Paco Ibáñez, cuando este estaba dando sus primeros pasos en la música, y desde entonces ha colaborando con él en numerosos recitales poético-musicales.
Su hijo, Juan Rozoff, es compositor e intérprete de música funk.